# خيرمان كاردونا غوتيريز
خيرمان كاردونا غوتيريز (بالإسبانية: Germán Cardona)‏ هو مهندس وسياسي كولومبي، ولد في 28 ديسمبر 1956 في مانيزاليس في كولومبيا. نشط حزبياً في الحزب الإجتماعي للوحدة الوطنية.